# Louise Fargo Brown
Louise Fargo Brown (geboren 1878 in Buffalo, New York, USA; gestorben 1. Mai 1955 in Norfolk, Virginia, USA) war eine US-amerikanische Historikerin. Ihr Forschungsschwerpunkt war die britische Geschichte. 1930 war sie eine der Gründerinnen der Berkshire Conference of Women Historians. 

## Leben
Louise Fargo Brown machte 1903 ihren Bachelor of Arts an der Cornell University. 1905 setzte sie dort ihr Studium fort. Zweimal bekam sie Andrew White Reisestipendien, wodurch sie zwei Jahre in Europa studieren konnte. Das erste Jahr verbrachte sie in London und Oxford, das zweite in Basel, Zürich und Genf. 1909 wurde sie in Cornell promoviert. Im gleichen Jahr erhielt sie eine Stelle als Dozentin am Wellesley College. 
1911 veröffentlichte Brown das Buch The Political Activities of the Baptists and Fifth Monarchy Men in England During the Interregnum (Die politischen Aktivitäten der Baptisten und der Männer der fünften Monarchie in England während des Interregnums). 1915 unterrichtete Brown zunächst ein Jahr am Vassar College, bevor sie noch im gleichen Jahr an die Universität von Nevada wechselte, wo sie Dekanin für Frauen und Professorin für Geschichte wurde. Als die Vereinigten Staaten 1917 in den Ersten Weltkrieg eintraten, meldete sie sich zum United States Marine Corps, wo sie Sergeant war und über das Corps forschte. Sie verfasste ein Pamphlet über The Freedom on the High Seas, das zur Pariser Friedenskonferenz von 1919 geschickt wurde. Nach dem Krieg wurde sie Professorin am Vassar College, wo sie bis zu ihrer Pensionierung im Jahr 1944 lehrte. 
Gemeinsam mit Louise Ropes Loomis vom Wells College initiierte sie das erste Historikerinnentreffen in den Berkshire Mountains 1930, aus dem sich die Berkshire Conference of Women Historians entwickelte.

## Veröffentlichungen (Auswahl)
- The Political Activities of the Baptists and Fifth Monarchy Men In England During the Interregnum (1913)
- The First Earl of Shaftesbury (1933)
- Apostle of Democracy: The Life of Lucy Maynard Salmon (1943)
- Men and Centuries of European Civilization (mit George B. Carson) (1948)

## Auszeichnungen
- 1911 Herbert Baxter Adams Prize der American Historical Association für die beste Monografie des Jahres in moderner europäischer Geschichte
- Mitglied der Royal Historical Society